# Доброводица
Доброводица је село у источном делу Шумадије у Лепеници, око 3 км јужно од долине реке Лепенице и општинског средишта Баточине у Шумадијском округу у Србији. Према попису из 2022. има 310 становникa (према попису из 2011. било је 381 становник).

## Географија
Територија села Доброводица налази се у централном делу Србије. Смештена је у источном пределу Шумадије и налази се у јужном делу општинске територије Баточине. Доброводица и Баточина су спојени локалним путем који води према Крагујевцу. Насеље је изграђено на 160–210 м н.в., а облик основе и распоред улица су радијални. Куће су окупљене уз сеоске путеве, а густина градње је мала.
Доброводица се налази на 155 метара надморске висине, на 5 км јужно од Баточине, 26 км северно од Крагујевца и 123 км јужно од Београда.

## Историја
Доброводица се помиње у првом турском попису 1476/78. године, У овом попису је забележено да је село имало 21 кућу, а у попису 1520. године, Доброводица је имала око 60 кућа. Муслимана није било. Овај број кућа се није дуго одржао, јер већ кроз 15 година налазимо само трећину. Становништво Доброводице је уз Баточину и Тополу (данашњи Црни Као) примило обавезу да дају дербенџије, тј. да буду чувари безбедности на друмовима. За ове услуге села су имале знатне повластице при одређивању пореза. Село је напуштено када су у ове крајеве дошли Аустријанци почетком осамнаестог века.
У Првом српском устанку приликом ослобађања ових крајева, у бици код Баточине Карађорђе је на Кијевачком потоку између Кијева и Доброводице победио Турке. У окршају је пало око четристо Турака. У бици су погинули и Мусеин Ганић и Јусуф-ага Климентић.
На првом попису након завршетка Другог српског устанка 1818. Доброводица је имала 14. домаћинства са 29 харачких глава. После ослобођења Доброводица је до 1874. заједно са Кијевом и Жировницом чинила исту општину. Прво је седиште било у Доброводици, а затим у Кијеву. Због вишегодишњег сукоба дошло је до разилажења. Прво су 1869. године Кијево и Доброводица тражили одвајање од Жировнице, али се Жировница томе успротивила. касније је Жировница захтевала одвајање па су Кијево и Доброводица формирали општину Кијево.
Доброводичани су учествовали у ратовима од 1912–1918, када је из овог села погинуло 78 бораца.

## Верски живот

### Црква Сабора српских светитеља
Изградња цркве започела је у мају 1990. године. Први Црквени одбор чинили су: Драгомир Милановић, Јован Јовановић, Светислав Милановић, Слободан Добричић, Радослав Стефановић, Бранислав Милановић, Слободан Ђорђевић, Радивоје Радосављевић, Ђурђе Ивановић, Предраг Радивојевић, Живота Обрадовић и Драгомир Димитријевић.
Црква је завршена 1997. године великим залагањем Црквеног одбора, протојереја Радослава Петровића и протојереја ставрофора Милутина Петровића и прилозима Доброводичана и мештана широм државе и иностранства. Посвећена је Сабору српских светитеља. Освештана је 7. септембра 1997. године од стране тадашњег епископа шумадијског Саве.
Пројектант цркве био је архитекта Малиша Миленковић из Јагодине. Сестринство манастира Грачаница даровало је иконсотас, рад академског сликара Андреја Биценка.

### Манастир Доброводица
Манастир Доброводица је мушки манастир Српске православне цркве, припада Епархији Шумадијској. Посвећен је Вазнесењу Господњем.
Манастир је подигнут 2000. године. Сазидао га је садашњи Игуман Николај, родом из Доброводице, који је четрнаест и по година као искушеник провео на Светој гори. Саградио га је на сопственом имању, а манастиру је земљу поклонила и осамдесетогодишња Радмила Лазаревић. Освећен је од стране епископа зворничко тузланског Василија, администратора Епархије шумадијске 9. маја 2002. године.

## Школство
Све до 1870. године доброводичка деца су ишла у грнчарску школу. Када је она укинута деца су прешла углавном у баточинску школу, иако је Доброводица била званично припала ботуњској школи. Доброводичани су у неколико махова покушавали да добију своји школу. Још 1872. године са Кијевцима су добили дозволу за отварање школе, али на крају од свега није било ништа. Већ 1874. био је нов покушај. Поново од свега није било ништа, јер је инжењер Окружног начелства у Крагујевцу установио да зграда која је предложена није за школу. Нови безуспешни покушаји су били 1902 и 1904. године.
Коначно 1914. када је све било спремно за отварање школе и коначно остварење давнашње жеље, рат се испречио томе. Тек после Првог светског рата жеља им се испунила и село је добило школу 1921. године. Зграда школе је изгорела 1941. у Другом светском рату. Од 1947. до 1949. године у селу се организује добровољни рад на зидању нове школске зграде. Нова школа је сазидана у подножју брда Стражевица, а за учитеља је постављен Ђура Божовић. Од 1958/1959. године под утицајем реформе, Доброводица се припојила по образовању школи у Баточини и постала је њено физички издвојено одељење. Пошто се школа налазила у подножју брда које је у ствари каменолом, због честих минирања и експлоатације камена школска зграда је пуцала и бивала оштећена сваким даном све више и више. Општина Баточина је одлучила 1983. године да сруши стару згарада и подигне нови објекат. То се догодило у периоду од 1983 - 1985. године, зграда је направљена, школско двориште је асфалтирано и обогаћено тереном за спортове.
Данас у Доброводици постоји издвојено одељење основне школе „Свети Сава“ Баточина. Након четвороразредног школовања ученици настављају школовање у Баточини. Школа је четвороразредна и у њој предају два учитеља. У школској 2003/04 школа је имала десет ученика, а 2011/12 школу је похађало петнаест ученика.

## Демографија
У насељу Доброводица живи 368 пунолетних становника, а просечна старост становништва износи 45,8 година (44,5 код мушкараца и 47,2 код жена). У насељу има 133 домаћинства, а просечан број чланова по домаћинству је 3,16.
Ово насеље је великим делом насељено Србима (према попису из 2002. године), а у последња три пописа, примећен је пад у броју становника.
Становништво се досељавало са Косова, из Старог Влаха, Горње Мораве, Срема, околине Зајечара и Јагодине. Године 1818. имало је 14 домова, а број становника је растао. После Другог светског рата наступила је константна депопулација. Године 1948. село је имало 841, а 2011. 381 становника, од којих су 99,2% били Срби. Највише економски активног становништва радило је у пољопривреди (48,2%). Неаграрно становништво радило је највећим бројем у Баточини или у оближњем каменолому Стражевица, а пољопривреда им је била допунско занимање. У селу се налазе четвороразредна основна школа и месна канцеларија.
|             | \| Демографија[4] \| Демографија[4] \| Демографија[4] \| \| Година \| Становника \| Становника \| \| -------------- \| -------------- \| -------------- \| \| 1948. \| 841 \| \| \| 1953. \| 834 \| \| \| 1961. \| 745 \| \| \| 1971. \| 621 \| \| \| 1981. \| 605 \| \| \| 1991. \| 537 \| 495 \| \| 2002. \| 420 \| 478 \| \| 2011. \| 381 \| \| \| 2022. \| 310 \| \| |            |
| Демографија | |            |
| Година      | Становника | Становника |
| 1948.       | 841 |            |
| 1953.       | 834 |            |
| 1961.       | 745 |            |
| 1971.       | 621 |            |
| 1981.       | 605 |            |
| 1991.       | 537 | 495        |
| 2002.       | 420 | 478        |
| 2011.       | 381 |            |
| 2022.       | 310 |            |

| Етнички састав према попису из 2002.‍ | Етнички састав према попису из 2002.‍ | Етнички састав према попису из 2002.‍ | Етнички састав према попису из 2002.‍ | Етнички састав према попису из 2002.‍ |
| ------------------------------------ | ------------------------------------ | ------------------------------------ | ------------------------------------ | ------------------------------------ |
|                                      |                                      |                                      |                                      |                                      |
| Срби                                 | Срби                                 |                                      | 416                                  | 99,04%                               |
| Хрвати                               | Хрвати                               |                                      | 2                                    | 0,47%                                |
| Румуни                               | Румуни                               |                                      | 1                                    | 0,23%                                |
| Македонци                            | Македонци                            |                                      | 1                                    | 0,23%                                |
| непознато                            | непознато                            |                                      | 0                                    | 0,0%                                 |

## Пољопривреда
Пољопривреда је водећа привредна грана по обиму производње као и по запослености локалног становништва.
Сточарство је најзначајнија грана производње у пољопривреди у Доброводици. Сточарство је најтраженији део пољопривреде, јер њени производи (месо, маст, млеко, јаја) спадају у главне прехрамбене производе становништва. Сељак ситног пољопривредног газдинства у Доброводици је сваштар, гаји више врста стоке. Гаји говеда, свиње, овце, коње и живину.
| Година пописа     | 1948. | 1953. | 1961. | 1971. | 1981. | 1991. | 2002. |
| ----------------- | ----- | ----- | ----- | ----- | ----- | ----- | ----- |
| Број домаћинстава | 176   | 177   | 183   | 168   | 177   | 144   | 133   |

| Број чланова      | 1  | 2  | 3  | 4  | 5  | 6  | 7 | 8 | 9 | 10 и више | Просек |
| ----------------- | -- | -- | -- | -- | -- | -- | - | - | - | --------- | ------ |
| Број домаћинстава | 25 | 36 | 25 | 12 | 20 | 10 | 3 | 1 | 0 | 1         | 3,16   |

| Пол    | Укупно | Неожењен/Неудата | Ожењен/Удата | Удовац/Удовица | Разведен/Разведена | Непознато |
| ------ | ------ | ---------------- | ------------ | -------------- | ------------------ | --------- |
| Мушки  | 202    | 65               | 112          | 19             | 6                  | 0         |
| Женски | 182    | 30               | 113          | 34             | 5                  | 0         |
| УКУПНО | 384    | 95               | 225          | 53             | 11                 | 0         |

| Пол    | Укупно                    | Пољопривреда, лов и шумарство | Рибарство                            | Вађење руде и камена | Прерађивачка индустрија       |
| ------ | ------------------------- | ----------------------------- | ------------------------------------ | -------------------- | ----------------------------- |
| Мушки  | 105                       | 42                            | 0                                    | 23                   | 18                            |
| Женски | 59                        | 39                            | 0                                    | 1                    | 7                             |
| УКУПНО | 164                       | 81                            | 0                                    | 24                   | 25                            |
| Пол    | Производња и снабдевање   | Грађевинарство                | Трговина                             | Хотели и ресторани   | Саобраћај, складиштење и везе |
| Мушки  | 2                         | 4                             | 3                                    | 0                    | 6                             |
| Женски | 0                         | 0                             | 8                                    | 0                    | 2                             |
| УКУПНО | 2                         | 4                             | 11                                   | 0                    | 8                             |
| Пол    | Финансијско посредовање   | Некретнине                    | Државна управа и одбрана             | Образовање           | Здравствени и социјални рад   |
| Мушки  | 0                         | 0                             | 5                                    | 0                    | 0                             |
| Женски | 0                         | 0                             | 1                                    | 1                    | 0                             |
| УКУПНО | 0                         | 0                             | 6                                    | 1                    | 0                             |
| Пол    | Остале услужне активности | Приватна домаћинства          | Екстериторијалне организације и тела | Непознато            | Непознато                     |
| Мушки  | 2                         | 0                             | 0                                    | 0                    | 0                             |
| Женски | 0                         | 0                             | 0                                    | 0                    | 0                             |
| УКУПНО | 2                         | 0                             | 0                                    | 0                    | 0                             |

## Галерија
- Црква у Доброводици
- Поглед на Доброводицу
- Манастир Светог Спаса у Доброводици саграђен 2002. године.
- Школско двориште у Доброводици